# Pannawonica
Pannawonica est une ville australienne située au Nord-Ouest de l’État d’Australie-Occidentale.